# Маяк Пойнт-Но-Пойнт
Маяк Пойнт-Но-Пойнт (англ. Point No Point Light) — маяк, расположенный на севере полуострова Китсап, недалеко от от небольшого города Хейнсвилл, округ Китсап, штат Вашингтон, США. Построен в 1879 году. Автоматизирован в 1977 году.

## История
В конце 1850-х — начале 1860-х годов вдоль западного побережья Вашингтона и пролива Хуан-де-Фука были установлены маяки, но заливе Пьюджет-Саунд, куда заходили многие суда, заходящие в пролив, маяков всё ещё не было. 3 марта 1873 года Конгресс США выделил 25 000$ на строительство маяка на севере полуострова Китсап. Из-за затянувшихся переговоров с владельцем земли, строительство началось только в сентябре 1879 года и уже к концу года оно было завершено. Маяк представлял собой квадратную кирпичную башню высотой 3 метра. На маяке была установлена линза Френеля пятого поколения. Он был построен по тому же проекту, что и маяк Уэст-Пойнт. Для смотрителя, его помощника и их семей был построен дуплекс. Маяк был введён в эксплуатацию 1 января 1880 года. В апреле 1880 года также была построена деревянная башня для противотуманного колокола. 4 октября 1898 года она была заменена на более современную систему. для которой было построено отдельное кирпичное здание. В 1930 году маяк пострадал от удара молнии. В 1977 году Береговая охрана США автоматизировала маяк.
10 августа 1978 года маяк был включён в Национальный реестр исторических мест.